# Reprezentacja Walii w rugby union mężczyzn
Reprezentacja Walii w rugby mężczyzn – zespół rugby union, reprezentujący Walię w meczach i sportowych imprezach międzynarodowych, powoływany przez selekcjonera. Za jego funkcjonowanie odpowiedzialny jest Walijski Związek Rugby. Drużyna występuje w Pucharze Sześciu Narodów.

## Historia
Za początek rugby union w Walii uważa się rok 1850, wówczas wielebny Rowland Williams został wicedyrektorem St David’s College w Lampeter i wprowadził ten sport do kraju. Pierwszym walijskim klubem rugby union był założony w 1871 roku Neath. 19 lutego 1881 roku reprezentacja Walii zagrała swój pierwszy mecz, który został zorganizowany w Newport przez Richarda Mullocka. Przeciwnikiem Walii była reprezentacja Anglii, która wygrała to spotkanie 7:0 (jeden drop i 6 przyłożeń).

### Początki (1850–1919)

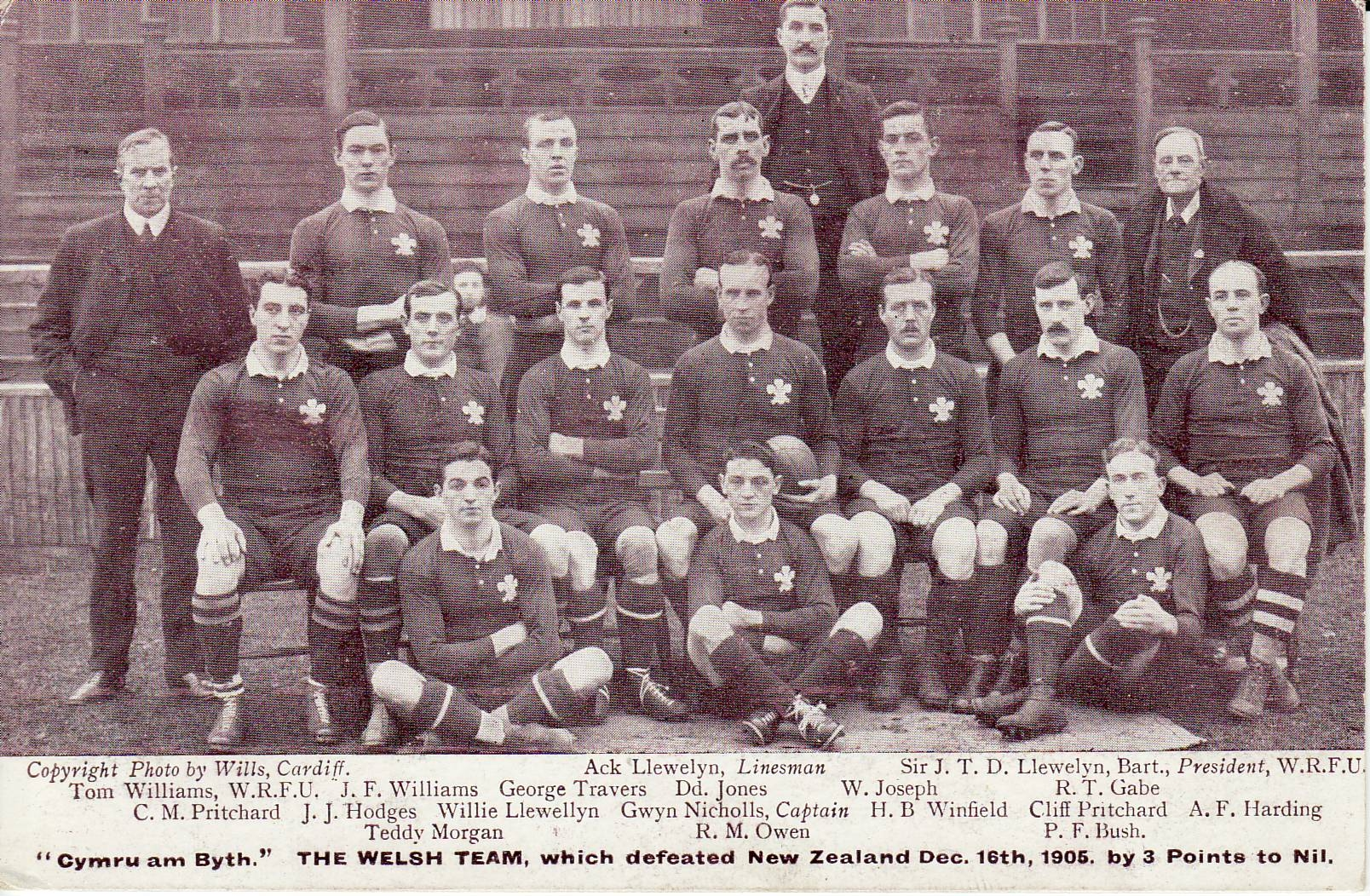
Reprezentacja Walii przed meczem z Nową Zelandią w 1905 (mecz zakończył się zwycięstwem Walijczyków)

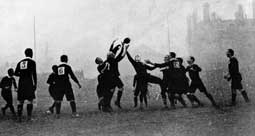
Walia podczas meczu z Nową Zelandią w 1905 roku

12 marca 1881 został założony w The Castle Hotel w Neath Walijski Związek Rugby Union. Dwa lata później zorganizowano pierwszy turniej Home Nation Championship. Walia w tej edycji przegrała oba mecze (mecz z Irlandią się nie odbył).
Mimo początkowych porażek, rugby union w Walii szybko się rozwijało. W latach 90. XIX wieku Walijczycy wymyślili i rozwinęli formację „four three-quarters”. Formacja z siedmioma zawodnikami młyna i ośmioma napastnikami zastąpiła dotychczas stosowaną standardową formację z sześcioma zawodnikami młyna i dziewięcioma napastnikami. Nowa taktyka została szybko przyjęta przez inne drużyny. Grając w formacji „four three-quarters” Walia została zwycięzcą Home International Champions po raz pierwszy w 1893, zdobywając Wielkiego Szlema. Ponownie wygrała w 1900, zapowiadając pierwszą złotą dekadę w walijskim rugby union, która trwała do 1911. Walijczycy wygrali wówczas Home Nations w 1902 i 1905, zdobywając za każdym razem Wielkiego Szlema. Zdobyli również drugie miejsce w 1901, 1903 i 1904.
Pod koniec 1905 Walia zagrała z Nową Zelandią („All Blacks”) na Cardiff Arms Park. Reprezentacja Nowej Zelandii, nazywana później Original All Blacks, była niepokonana podczas swoich występów na Wyspach Brytyjskich. Wcześniej Nowozelandczycy pokonali Anglię, Irlandię i Szkocję. Przed meczem All Blacks’ zaprezentowało hakę (taniec rytualny Maori), zaś walijscy kibice (na stadionie było 47 000 widzów) odśpiewali walijski hymn narodowy – Hen Wlad fy Nhadau („Ziemia naszych ojców”). – Był to pierwszy przypadek, kiedy przed wydarzeniem sportowym został odśpiewany hymn narodowy. Walijski skrzydłowy Teddy Morgan zdobył punkty dające Walii prowadzenie 3:0. Później Bob Deans z All Black twierdził, że zdobył przyłożenie, ale został wypchnięty na pole gry zanim przybył sędzia. Ten orzekł młyn dyktowany dla Nowej Zelandii, lecz wynik do końca meczu się nie zmienił przez co Walia wygrała ten mecz 3:0. Porażka ta była jedyną podczas tournée, w którym All Black rozegrało 35 meczów (zdobywając 976 punkty i tracąc 59).
W 1906, Walia ponownie wygrała w Home Championship, następnie zagrała mecz z reprezentacją Kolonii Przylądkowej (obecnie Republika Południowej Afryki). Walijczycy przegrali to spotkanie 0:11. Dwa lata później, 12 grudnia 1908, Walijczycy wygrali z Australijczykami 9:6.
W 1909 Walia wygrała ostatnią edycję Home Championship. W 1910, po dołączeniu Francji, został rozegrany pierwszy Puchar Pięciu Narodów. Reprezentacja Walii zdobyła drugie miejsce. W 1911, Walia zdobyła pierwszy w historii Pucharu Pięciu Narodów Wielki Szlem. W 1913 Anglia pokonała Walię w Cardiff. Była to pierwsza porażka Walii u siebie od 1899 i pierwsza porażka z Anglią od 1895. W latach 1914–1919 z powodu I wojny światowej rozgrywki oraz reprezentacja zostały zwieszone.

### Okres międzywojenny i powojenny (1920–1968)

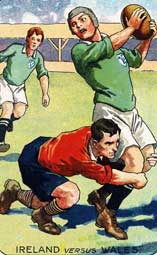
Mecz Irlandia – Walia w latach 20.

Po I wojnie światowej walijskie rugby podupadło. Walijczycy zdobyli Puchar Pięciu Narodów w 1922, jednakże lata 20. były najgorszym okresem w historii rugby tego kraju. Zespół osiągał słabe wyniki, co odzwierciedlało również recesję w przemyśle, szczególnie w południowej części Walii. Z 42 meczów rozgrywanych w tym czasie Walijczycy wygrali 17 i 3 razy zremisowali. Zła sytuacja gospodarcza spowodowała, że pół miliona mieszkańców Walii wyemigrowało do pracy. Dodatkowo wielu zawodników zmieniło dyscyplinę na rugby league. Pomiędzy 1923 a 1928, Walia wygrała tylko siedem razy, w tym pięć razy z Francją, jednakże nawet wówczas słabej reprezentacji Francji udało się wygrać z Walią w 1928. Reprezentacja Walii była w połowie lat 20. nieustabilizowana. W 1924, w czterech meczach wystąpiło 35 różnych zawodników, a w każdym z tych meczów funkcję kapitana pełnił inny zawodnik. Tylko Edward Watkins i Charlie Pugh zagrali we wszystkich 4 meczach.

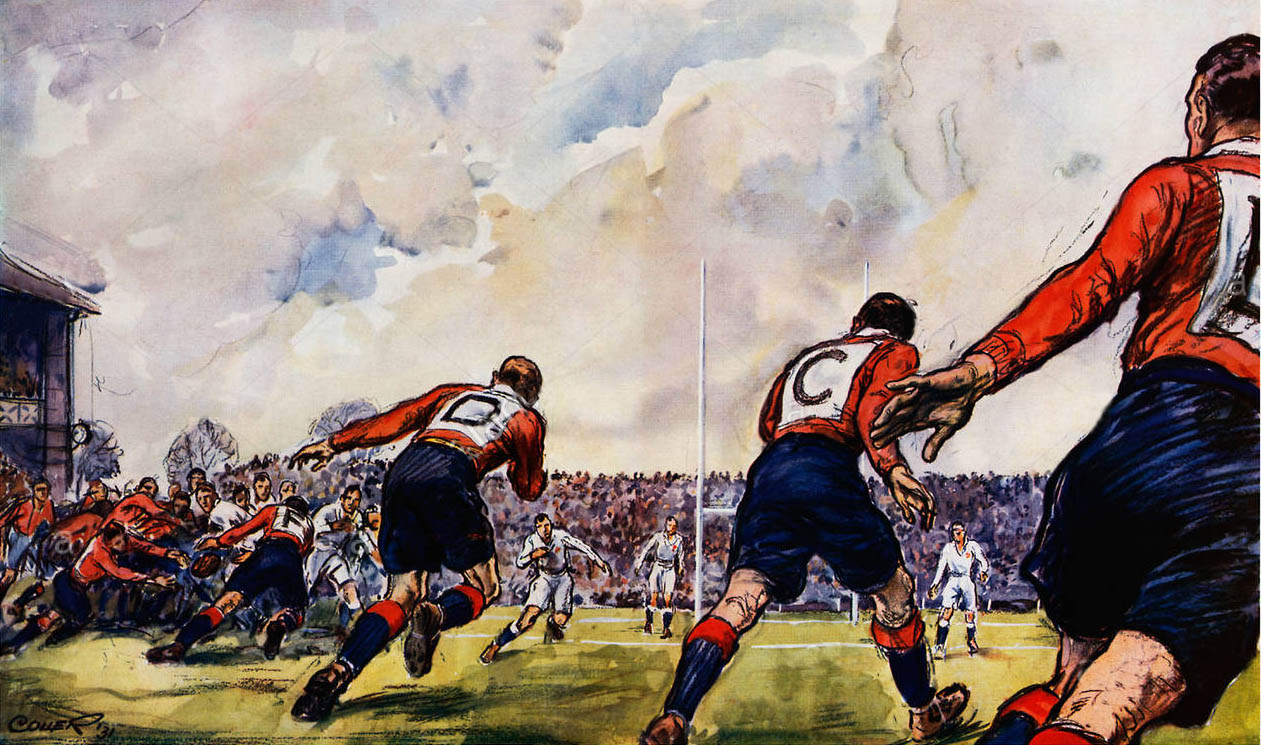
Rozpoczęcie ataku: Obraz przedstawiający mecz Anglia-Walia na Twickenham w 1931 roku

Odrodzenie gospodarki i rugby nastąpiło w latach 30. W 1931 Walia po dziewięciu latach wygrała Puchar Pięciu Narodów, po raz pierwszy od I wojny światowej pokonała w jednym roku zarówno Anglię, jak i Szkocję. W 1932 z powodu dyskwalifikacji Francji za posiadanie ligi zawodowej wrócono do Home Nations. W 1933 Walia, której kapitanem był Watcyn Thomas, pokonała Anglię na Twickenham, a w 1935 Walia pokonała All Blacks 13:12. W 1939 Francja została ponownie zaproszona do udziału w Pucharze Pięciu Narodów jednakże z powodu wybuchu II wojny światowej rozgrywki zostały zawieszone. W 1940 Walia zagrała z Anglią w Cardiff mecz charytatywny na rzecz Czerwonego Krzyża. Mecz ten Walijczycy przegrali 18:9
Tuż po II wojnie światowej Walijczycy zagrali z zespołem nowozelandzkiej armii (the Kiwis). Mecz ten zakończył się porażką czerwonych smoków 3:11. W 1947 zostały wznowione rozgrywki w Pucharze Pięciu Narodów. W pierwszej powojennej edycji Walia zajęła pierwsze miejsce ex aequo z Anglią. W 1948 Walia zaprezentowała się znacznie słabiej przegrywając nawet z Francją, a rok później zajęła ostatnie miejsce. W 1950 Walia wygrała Puchar Pięciu Narodów dodatkowo zdobywając pierwszy od 1911 Wielki Szlem. W następnym roku Walijczycy przegrali podczas tournée z reprezentacją Związku Południowej Afryki 6:3, pomimo że dominowali w autach. W 1952 ponownie Walia zdobyła Wielkiego Szlema w Pucharze Pięciu Narodów. W 1953 wygrali 13:8 z All Blacks. W 1954, St Helens w Swansea ostatni raz gościł reprezentację rugbystów, od tego czasu stadionem reprezentacji Walii został Cardiff Arms Park. W 1955 Walia wraz z Francją wygrała Puchar Pięciu Narodów, zaś w 1956 wygrała już samodzielnie. Kolejne zwycięstwa nastąpiły w 1964 (wraz ze Szkocją) i w 1965.
W 1964 Walia rozegrała mecz podczas tournée z Republiką Południowej Afryki. Porażka w Durbanie 3:24, była najwyższą porażką od 40 lat. Na corocznym spotkaniu generalnym WRU odchodzący prezydent WRU D. Ewart Davies oświadczył, że „Wyprawa do Republiki Południowej Afryki była bardzo ważnym doświadczeniem. Od zespołu walijskiego wymaga się jednak znacznie więcej. Zawodnicy muszą przygotować się do ponownej nauki gry w rugby union od podstaw do absolutnego mistrzostwa.”. Spowodowało to rewolucję w podejściu do trenowania. Komisja WRU do spraw treningu, która powstała pod koniec lat 50., podjęła się zadania podniesienia poziomu treningu. W styczniu 1967 Ray Williams otrzymał stanowisko Coaching Organiser. Pierwszy selekcjoner reprezentacji David Nash, został powołany w 1967, jednakże zrezygnował ze względu na odmowę wyjazdu na tournée do Argentyny w 1968. WRU wybrało na to stanowisko Clive Rowlandsa.

### Druga złota dekada (1969–1980)
W latach 1969–1979, reprezentacja Walii w rugby union była uważana za jeden z najlepszych zespołów wszech czasów. Ze światowej klasy zawodnikami takimi jak: Gareth Edwards, J.P.R. Williams, Gerald Davies, Barry John, i Mervyn Davies, Walia dominowała przez dekadę na półkuli północnej osiągając niesamowity bilans meczów; w Pucharze Pięciu Narodów przegrała jedynie pięć spotkań. W 1969 Walia wygrała Puchar Pięciu Narodów, jednakże przegrała oba test-mecze z Nową Zelandią (19:0 i 33:12), w drugim meczu 24 punkty zdobył obrońca Fergie McCormick.
W 1970 Walia zdobyła, ex aequo z Francją, Puchar Pięciu Narodów oraz zremisowała 6:6 z Republiką Południowej Afryki w Cardiff. W 1971 Walia wygrała Puchar Pięciu Narodów zdobywając Wielkiego Szlema po raz pierwszy od roku 1952. W turnieju wystąpiło tylko 16 zawodników (w 4 meczach), Zespół z 1971 jest uznawany za najsilniejszą reprezentację Walii w historii. Najważniejszym zwycięstwem tej ekipy było pokonanie Szkocji. Po wykonaniu przyłożenia przez Daviesa w ostatniej minucie osłabieni Szkoci wyszli na prowadzenie 18:17. Wówczas walijski rwacz John Taylor kopnął piłkę z podniesienia na linii bocznej. Akcja ta dała Walijczykom 2 punkty i ustaliła wynik meczu na 19:18 dla Walii – jednocześnie została określona jako „najwspanialsze podwyższenie od czasu św. Pawła” ang. „the greatest conversion since St Paul”. W 1971 Walijczycy zdominowali kadrę zespołu British and Irish Lions. Lwy zdobyły wówczas najwyższy wynik w historii wyjazdów do Nowej Zelandii (2 zwycięstwa, 1 remis i 1 porażka).
W 1972 Reprezentacje Walii i Szkocji odmówiły podróży do Dublina ze względu na Konflikt w Irlandii Północnej i pogróżki od Provisional Irish Republican Army (odłam Irlandzkiej Armii Republikańskiej). Z tego powodu rozgrywki nie zostały dokończone. W tabeli prowadziły wówczas niepokonane zespoły Walii i Irlandii. Była to pierwsza nierozstrzygnięta edycja tego turnieju w historii. Do ciekawej sytuacji doszło w 1973 roku – wszystkie zespoły wygrały po dwa spotkania przez co wszystkie wygrały ex aequo. Oprócz tego Walia pokonała 24:0 Australię w Cardiff.
Walia wygrała ponownie Puchar Pięciu Narodów w 1975, zaś w 1976 po raz drugi w dekadzie zdobyła Wielkiego Szlema. Podobnie jak w 1971 w drużynie zagrało zaledwie 16 zawodników. W 1977 Walia była druga w Pucharze Pięciu Narodów, ustępując jedynie Francji, która we wszystkich meczach wystawiła tę samą piętnastkę. W 1978 Walia ponownie zdobyła Wielkiego Szlema i po raz trzeci z rzędu Triple Crown. Po tym turnieju Phil Bennett oraz Gareth Edwards zakończyli kariery. Pod koniec lata Walijczycy przegrali 13:12 z All Blacks na Cardiff Arms Park. Mecz rozstrzygnął karny w ostatnich minutach wykonany przez nowozelandzkiego obrońcę Briana McKechnie. Karny ten był kontrowersyjny, gdyż nowozelandzki wspieracz Andy Haden zanurkował podczas wznowienia zamierzając go wymusić. Z tego powodu walijscy fani poczuli się moralnym zwycięzcą tego meczu. Haden przyznał w listopadzie 1989 – w przeddzień rocznicy tego meczu – że Frank Oliver kazał w razie problemów popełnić faul taktyczny.
Walia wygrała Puchar Pięciu Narodów 1979 zdobywając Triple Crown. W 1980 z okazji obchodów stulecia WRU został rozegrany mecz z All Blacks w Cardiff. Walia przegrała ten mecz 3:23. Dodatkowo Nowozelandczycy zdobyli 4 przyłożenia.

### Jałowe lata (1981–2003)
Pomiędzy 1980 a 1986 Walia wygrała po dwa mecze w każdej edycji Pucharu Pięciu Narodów, dodatkowo w 1983 byli bliscy porażki w Cardiff z reprezentacją Japonii. Mecz się zakończył wynikiem 29:24 dla Walii. W 1984 Australia pokonała Walię 28:9 na Cardiff Arms Park. Był to rekord w liczbie straconych punktów u siebie z drużyną nie grającą w Pucharze Pięciu Narodów. Jednakże Australia podczas wyjazdu do Wielkiej Brytanii zdobyła swojego pierwszego Wielkiego Szlema.
Pomimo tylko jednego zwycięstwa w Pucharze Pięciu Narodów 1987, Walia była wciąż jednym z faworytów pierwszego oficjalnego Pucharu Świata w rugby w 1987. Pokonała swoich rywali grupowych (Irlandię, Kanadę i Tonga), następnie w ćwierćfinale pokonała Anglię. W półfinale Walijczycy trafili na jednych z gospodarzy reprezentację Nowej Zelandii. All Blacks wygrali to spotkanie 49:6, W meczu o trzecie miejsce Walia pokonała drugiego gospodarza – Australię 22:21. W 1988 Walia zdobyła Triple Crown pierwszy raz od 1979 jednakże poniosła wysokie porażki w meczach z Nową Zelandią. W tym czasie wielu czołowych zawodników zakończyło swoje kariery lub przeniosło się do rugby league.
W 1990 Walia po raz pierwszy przegrała wszystkie mecze w Pucharze Pięciu Narodów. Natomiast w 1991 była bliska powtórzenia tego wyniku, jednakże udało im się zremisować z Irlandią na Cardiff Arms Park. W Pucharze Świata 1991, Walijczycy wygrali tylko jeden mecz w grupie pokonując Argentynę. Walia zagrała jednak w grupie z przyszłymi mistrzami, tj. Australią. Z grupy awansował jeszcze zespół Samoa, który odpadł w ćwierćfinale ze Szkocją Po zwycięstwie w dwóch meczach w Pucharze Pięciu Narodów w 1992 i jednym w 1993. Walia wygrała Puchar Pięciu Narodów w 1994 pokonując Anglię lepszym bilansem punktów.
W Pucharze Świata 1995 Walia pokonała Japonię oraz przegrała z Nową Zelandią. O awansie do ćwierćfinału miał zadecydować mecz z będącą w takiej samej sytuacji Irlandią. Walijczycy przegrali to spotkanie 23:24. Rezultat ten spowodował zmianę na stanowisku trenera. Trenerem tymczasowym został Australijczyk Alex Evans, który był pierwszym zagranicznym selekcjonerem reprezentacji. Natomiast po czterech meczach został zastąpiony przez Walijczyka Kevina Bowringa.
W 1998 reprezentację Walii objął Graham Henry, co spowodowało powrót części zawodników z rugby league. Za kadencji tego selekcjonera reprezentacja zaczęła odnosić sukcesy, między innymi Walia po raz pierwszy pokonała Republikę Południowej Afryki 29:19 w meczu uświetniającym otwarcie Millennium Stadium. Spowodowało to, że walijskie media zaczęły nazywać Henry’ego „wielkim odkupicielem” ang. „the great redeemer”. Walia była gospodarzem Pucharu Świata w Rugby 1999, Walia zakwalifikowała się do ćwierćfinału po raz pierwszy od 1987. W ćwierćfinale przegrała jednak 9:24 z późniejszym zwycięzcą – Australią. Porażki z Argentyną oraz Irlandią w 2001 i 2002 spowodowały rezygnację Henry’ego w lutym 2002. Reprezentację przejął jego asystent Steve Hansen. Walia zaczęła ponosić porażki w meczach towarzyskich. Spowodowało to destabilizację formy przed Pucharem Świata 2003. Walijczycy początkowo wygrali z Kanadą, Tonga oraz Włochami. Jednakże później przegrali z Nową Zelandią 53:37. W ćwierćfinale odpadli przegrywając 17:28 z Anglią – późniejszym tryumfatorem. Rozczarowaniem było zdobycie tylko jednego przyłożenia w tym meczu.

### Odrodzenie (po 2004)
Prowadzona przez Mike Ruddocka, Walia wygrała pierwszego Wielkiego Szlema w Pucharze Sześciu Narodów w 2005. Turniej rozpoczęli od zwycięstwa 11:9 przeciwko Anglii na the Millennium Stadium, wynik ustalił Gavin Henson z karnego. Następnie Walijczycy pokonali 38:8 Włochów. W trzecim meczu Walia przegrywała do przerwy z Francją 6:15. W drugiej połowie Walijczycy zagrali lepiej i ostatecznie wygrali 24:18. Mecz ten został uznany za najbardziej ekscytujące spotkanie Pucharu Sześciu Narodów 2005. Walia pokonała Szkocję na wyjeździe 46:22. W ostatnim meczu Walia podejmowała Irlandię na Millennium Stadium, na którym zostały wykupione wszystkie bilety. Mecz ten zakończył się zwycięstwem 32:20 co dało Walii pierwsze zwycięstwo od 1994 i pierwszego Wielkiego Szlema od 1978 (wówczas w Pucharze Pięciu Narodów). W letnich i jesiennych meczach Walia przegrała 3:41 z Nową Zelandią na Millennium Stadium, była to największa porażka czerwonych smoków u siebie. Następnie Walia pokonała jednym punktem Fidżi, przegrała z Republiką Południowej Afryki oraz pokonała Australię.
14 lutego 2006, podczas Pucharu Sześciu Narodów, z powodów rodzinnych dymisję złożył Mike Ruddock. Kadrę przejął tymczasowy trener Scott Johnson, który dokończył turniej. Walia zajęła piąte miejsce. 27 kwietnia nowym selekcjonerem został Gareth Jenkins. 10 maja 2007 Walia i Australia rozegrały dwa mecze z okazji obchodów 100 rocznicy pierwszego meczu między sobą i rozpoczęcia rozgrywek Trofeum Jamesa Bevana. Klasyk ten został nazwany imieniem pochodzącego z Australii reprezentanta i wielokrotnego kapitana reprezentacji Walii. Australijczycy wygrali oba spotkania.
W 2007 reprezentacja Walii przechodziła załamanie formy. W Pucharze Świata, Walia odpadła w fazie grupowej po porażkach z Australią oraz Fidżi. Mecz z Fidżi został rozgrywany w ostatniej kolejce i decydował bezpośrednio o awansie. Po turnieju ze względu na rozczarowujący występ Gareth Jenkins został odwołany.
8 września 2007, w setną rocznicę pierwszego meczu Walia – Kolonia Przylądkowa, WRU wraz z federacją południowoafrykańską nazwały mecze pomiędzy tymi reprezentacjami Prince William Trophy.
9 listopada 2007 nowym selekcjonerem reprezentacji Walii został były reprezentant Nowej Zelandii Warren Gatland. Wcześniej trener ten prowadził Waikato i zdobył Air New Zealand Cup 2006. Gatland objął stanowisko 1 grudnia. W reprezentacji zadebiutował 2 lutego 2008 w pierwszym meczu Pucharu Sześciu Narodów. W meczu tym Walia zagrała na Twickenham z Anglią, finalistą poprzedniego pucharu świata. Walia do przerwy prowadziła 13 punktami i ostatecznie wygrała 26:19. Było to pierwsze zwycięstwo Walijczyków na Twickenham od 1988. W następnych meczach czerwone smoki podejmowały w Cardiff Szkocję (30:15) i Włochy (47:8). Walijczycy zdobyli Triple Crown pokonując Irlandię 16:12 w Dublinie. Walia zdobyła drugiego Wielkiego Szlema pokonując Francję 29:12 na the Millennium Stadium. Walia straciła tylko dwa przyłożenia w całym turnieju i pobliła rekord reprezentacji Anglii, która straciła cztery przyłożenia w 2002 i 2003.
W jesiennych meczach 2008, Walia została pokonana dwukrotnie przez Nową Zelandię oraz Republikę Południowej Afryki, jednakże również dwukrotnie wygrała najpierw z Kanadą a później z Australią. Pokonanie Australii spowodowało awans na czwarte miejsce w rankingu IRB
Walia nie wygrała Pucharu Sześciu Narodów 2009 po porażce z Irlandią 12:17 w ostatniej kolejce. Ostatecznie Walijczycy zajęli czwarte miejsce przegrywając z Anglią i Francją gorszym bilansem punktów.
W Pucharze Świata w Rugby 2011, Walia pokonała Fidżi, Namibię oraz Samoa, przegrywając tylko jednym punktem z Republiką Południowej Afryki. W ćwierćfinale Walijczycy trafili na Irlandię. Mecz zakończył się wynikiem 22:10 i Walijczycy pierwszy raz od 1987 dotarli do półfinału. W półfinale przegrali z Francją 8:9. W 18 minucie czerwoną kartką został ukarany kapitan reprezentacji Walii Sam Warburton.
17 marca 2012 Walia po zwycięstwie nad Francją zdobyła Wielkiego Szlema w Pucharze Sześciu Narodów. Był to trzeci taki wyczyn w ciągu ostatnich ośmiu lat. Zwycięstwo nad Francją było rewanżem za porażkę w półfinale Pucharu Świata 2011.

## Stroje i logo

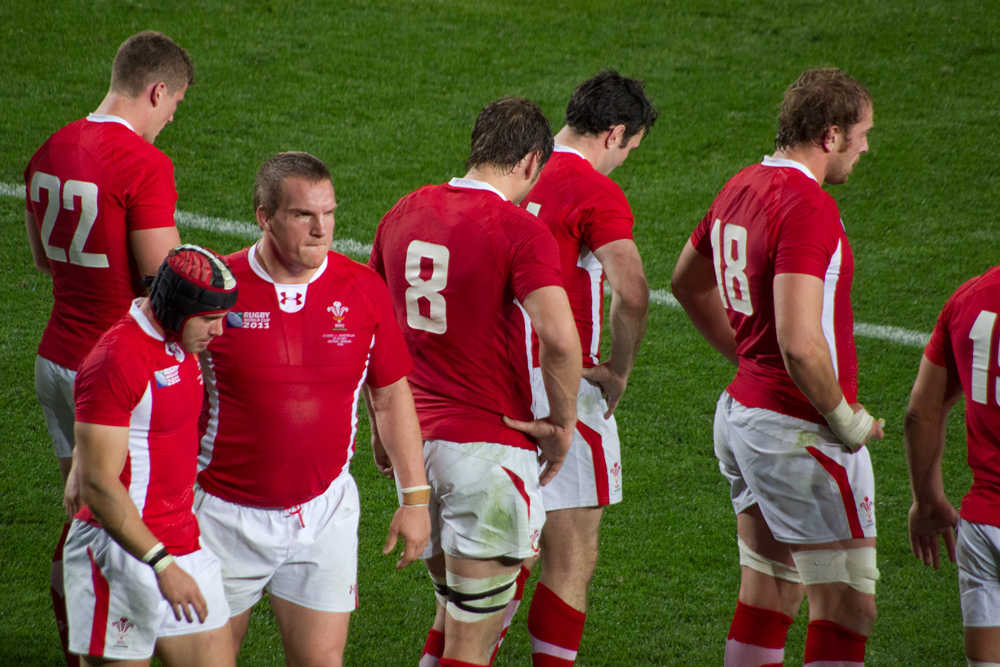
Reprezentacja Walii w tradycyjnych strojach (wersja z Pucharu Świata w 2011)

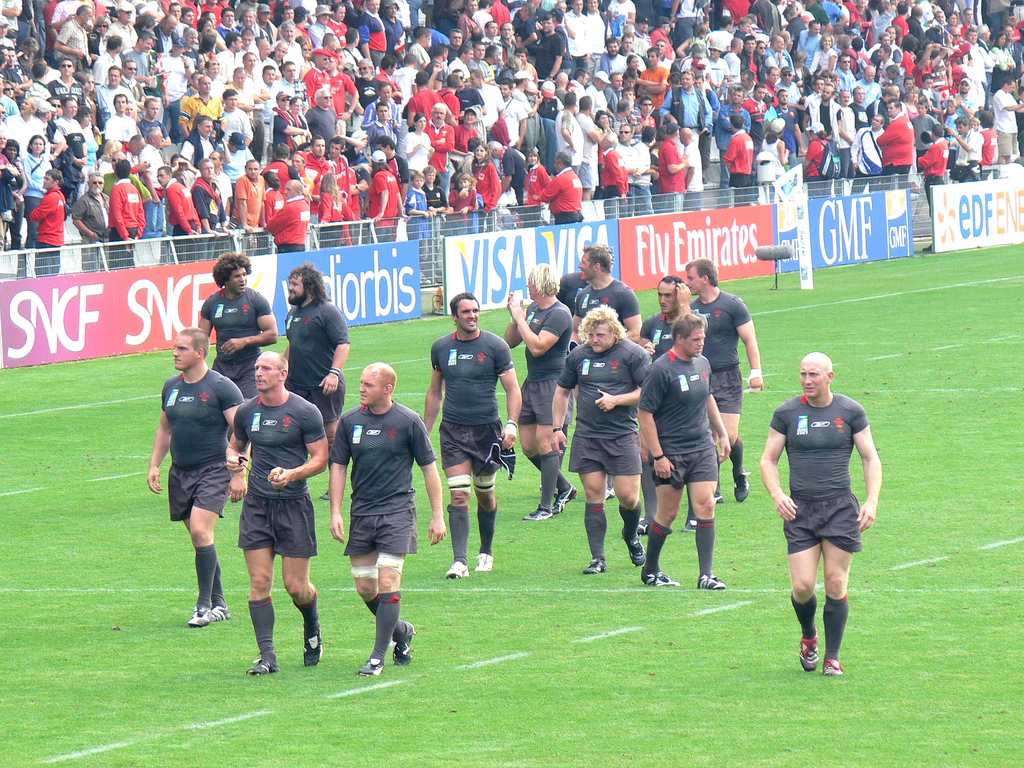
Reprezentacja Walii w alternatywnych strojach (wersja z Pucharu Świata w 2007)

### Stroje
Reprezentacja Walii gra w czerwonych koszulkach (z haftowanymi Piórami Księcia Walii), białych spodenkach i czerwonych skarpetach. Drugim strojem są czarne koszulki, spodenki i skarpety. Barwy rezerwowego stroju przez lata były zmienne. W rugby union, w przeciwieństwie do piłki nożnej, w przypadku kiedy oba zespoły mają zbyt podobne do siebie stroje gospodarz musi zagrać w strojach rezerwowych. Obecnie stroje reprezentacji Walii w rugby union są produkowane przez firmę Under Armour. Sponsorem głównym (umieszczającym swoją reklamę na przedniej części koszulki) jest firma ubezpieczeniowa Admiral z Cardiff. Stroje używane podczas Pucharu Świata są pozbawione reklam (posiadają jedynie, oprócz loga drużyny i loga turnieju, logo producenta koszulki).
Walijczycy nosili czarne stroje podczas obchodów 125 lecia WRU w 2005. W tych koszulkach zostały rozegrane mecze przeciwko Fidżi i Australii. Mecz z Australią był pierwszym w historii meczem z klasycznym rywalem, w którym Walia nie zagrała w czerwonych koszulkach. Wcześniej Walijczycy grali w drugim komplecie strojów (zielone koszulki z czerwonym kołnierzem i rękawkami oraz białe spodenki) w meczach z Tonga i Kanadą podczas Pucharu Świata w Rugby w 1987.

### Logo
Pióra Księcia Walii zostały wybrane w XIX wieku przez WRU jako symbol Walii, który demonstruje lojalność wobec Wielkiej Brytanii. W 1991 emblemat został zarejestrowany jako marka handlowa. Orgianlny motyw został jednak zastąpiony wersją stylizowaną. Natomiast oryginalna inskrypcja (po niemiecku Ich dien pl. Służę) została zastąpiona przez WRU skrótowiec od Welsh Rugby Union.

## Stadion

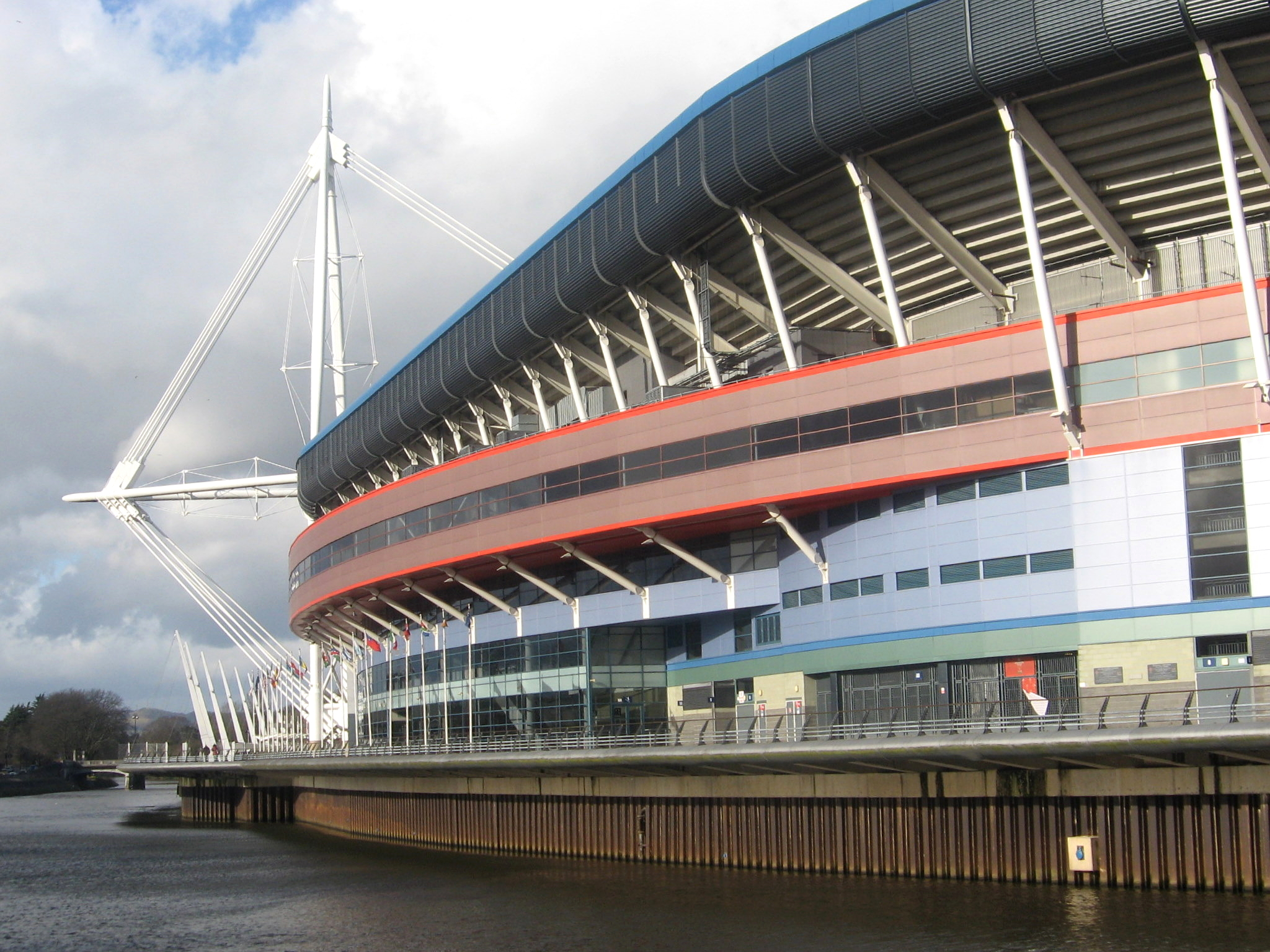
Millennium Stadium w Cardiff – stadion reprezentacji Walii

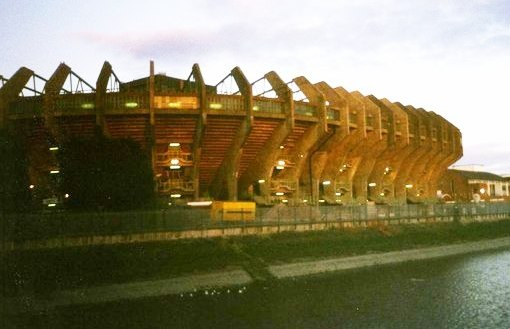
The National Stadium

Pierwszy mecz jako gospodarz reprezentacja Walii zagrała na Stadionie St Helen w Swansea w 1882. W latach 80 i 90. XIX wieku Walijczycy rozgrywali swoje mecze na różnych stadionach w Cardiff, Swansea, Newport i Llanelli. Stadion w Swansea był głównym stadionem reprezentacji do 1954, kiedy tę funkcję zaczął pełnić Cardiff Arms Park Cardiff Arms Park został zbudowany w 1881 jednakże był wielokrotnie przebudowywany. W 1902 podczas meczu Walia – Szkocja na trybunach było 40 tysięcy widzów i został pobity ówczesny rekord świata w liczbie widzów, którzy zapłacili za bilet. W 1911 właścicielem Arms Park, została rodzina Markiza Bute, który pozwolił reprezentacji Walii użytkować stadion w latach 20. i 30. XX wieku. W sezonie 1933/34 stadion został przebudowany przez co jego pojemność wzrosła do 56000 miejsc.
Od 1958 WRU stwierdziła, że potrzebuje nowego stadionu, gdyż Arms Park był często nękany przez powodzie. W latach 60. po dyskusjach i sporach różnych stronnictw w tym klubu Cardiff RFC postanowiono, że reprezentacja będzie grać na obiekcie klubu z Cardiff. W 1970 został oddany do użytku The National Stadium w Cardiff.
Obecnie Walia gra na Millennium Stadium w Cardiff. Pojemność trybun Millennium Stadium wynosi 74,500 i jest to największy stadion na terenie Walii oraz czwarty na terenie Wielkiej Brytanii po Wembley, Twickenham i Old Trafford (wszystkie w Anglii). W 1994 powstał komitet budowy The Millennium Stadium. Zdecydowano się do rezygnację z dotychczasowego stadionu ze względu na zmianę przepisów i wymaganie wszystkich miejsc siedzących. Budowa rozpoczęła się w sierpniu 1997 a zakończyła się w czerwcu 1999 na Puchar Świata w Rugby. Nowy stadion kosztował związek 126 milionów funtów. 46 milionów uzyskano z Loterii Narodowej, sprzedaży obligacji (później kibice dostawali za nie bilety na mecze) Podczas budowy Walia została bez stadionu, który spełniał wymagania Pucharu Pięciu Narodów, w tej sytuacji WRU wynajęło stary stadion Wembley. Podczas przebudowy Wembley na stadionie Cardiff został rozgrywany finał Pucharu Anglii.

## Wyniki

### Puchar Sześciu Narodów
Walia grała we wszystkich edycjach corocznego Pucharu Sześciu Narodów, w którym rywalizuje z pięcioma europejskimi narodami: Anglią, Francją, Irlandią, Włochami i Szkocją. Puchar Sześciu Narodów jest rozgrywany od 1883, wówczas rywalizowały ze sobą cztery narody będące częścią Wielkiej Brytanii. Walia po raz pierwszy wygrała te rozgrywki w 1893 pokonując wszystkich rywali, zdobywając Triple Crown. Reprezentacja Walii tryumfowała 25 razy samodzielnie oraz 11 razy dzieląc tytuł z innym zespołem. Najdłuższym okresem bez zwycięstwa był okres 1994–2005 (11 lat). Po raz pierwszy Walia zdobyła Wielkiego Szlema w Pucharze Pięciu Narodów w 1911, natomiast w 2005 zdobyła po raz pierwszy w Pucharze Sześciu Narodów. Ostatni puchar oraz Wielki Szlem został zdobyty w 2012 (stan na 2012).
|                        | Anglia  | Francja | Irlandia | Szkocja | Walia   | Włochy |
| ---------------------- | ------- | ------- | -------- | ------- | ------- | ------ |
| Występy w turniejach   | 112     | 82      | 112      | 112     | 112     | 13     |
| Home Nation            | 5 (4)   | brak    | 4 (3)    | 9 (2)   | 7 (3)   | brak   |
| Puchar Pięciu Narodów  | 17 (6)  | 12 (8)  | 6 (5)    | 5 (6)   | 15 (8)  | brak   |
| Puchar Sześciu Narodów | 4       | 5       | 1        | 0       | 3       | 0      |
| Suma                   | 26 (10) | 17 (8)  | 11 (8)   | 14 (8)  | 25 (11) | 0      |
| Wielkie Szlemy         | 12      | 9       | 2        | 3       | 11      | 0      |

### Puchar Świata
Walia występowała we wszystkich edycjach Pucharu Świata. Największy sukces, brązowy medal, odniosła w pierwszej edycji w 1987. W 1991 i 1995 Walijczycy odpadli w fazie grupowej wygrywając tylko jedno spotkanie w każdym z turniejów. W 1999 i 2003 Walia docierała do ćwierćfinału W 2003 przegrała z późniejszym mistrzem. W 2007 czerwone smoki odpadły w fazie grupowej. W Pucharze Świata 2011 Walia dotarła do półfinału. W półfinale przegrała z Francją 8:9. Od 18 minuty Walijczycy grali w czternastu po tym, jak czerwoną kartką został ukarany Sam Warburton.

### Bilans ogólny

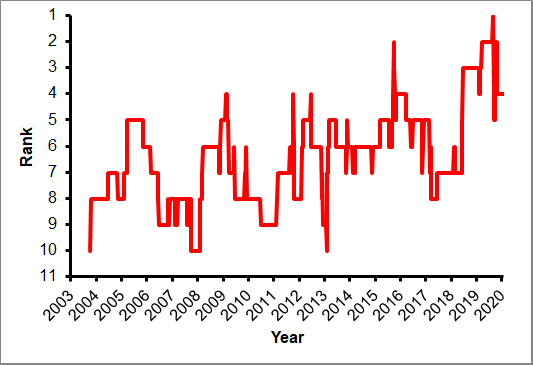
Pozycja Walii w rankingu IRB

Walia wygrała 330 z 638 testmeczów, czyli 53.91%. Kiedy został opublikowany pierwszy IRB World Rankings w październiku 2003, Walia została sklasyfikowana na ósmej pozycji. W czerwcu 2004 zajęła siódmą pozycję, jednakże w listopadzie spadła ponownie na ósmą. Po zdobyciu Wielkiego Szlema w Pucharze Sześciu Narodów w 2005 Walia awansowała na piątą pozycję w rankingu. W czerwcu 2006 Walia spadła na dziewiątą pozycję. We wrześniu jednak Walijczycy zajmowali ósme miejsce. Po Pucharze Świata 2007 smoki spadły na pozycję dziesiątą. Po Wielkim Szlemie w Pucharze Sześciu Narodów w 2008 pozycja Walii w rankingu wzrosła i Walijczycy byli sklasyfikowani na szóstej pozycji. Po porażkach w letnich meczach Walia spadła na siódmą pozycję. Zwycięstwa nad Kanadą i Australią oraz porażki Anglii spowodowały, że Walia znalazła się jesienią na piątej pozycji. Po pierwszych meczach Pucharu Sześciu Narodów 2009 Walia znalazła się na najwyższym miejscu w historii, czyli czwartym.
Bilans spotkań reprezentacji Walii stan na 16 czerwca 2012:
| Rywal              | Liczba gier | Wygrane | Przegrane | Remisy | % wygranych |
| ------------------ | ----------- | ------- | --------- | ------ | ----------- |
| Anglia             | 123         | 55      | 56        | 12     | 44.72%      |
| Argentyna          | 13          | 9       | 4         | 0      | 69.23%      |
| Australia          | 35          | 10      | 24        | 1      | 29.41%      |
| Barbarians         | 9           | 2       | 6         | 0      | 22.22%      |
| Fidżi              | 10          | 8       | 1         | 1      | 80%         |
| Francja            | 90          | 44      | 43        | 3      | 48.89%      |
| Hiszpania          | 1           | 1       | 0         | 0      | 100%        |
| Irlandia           | 118         | 65      | 47        | 6      | 55.08%      |
| Japonia            | 7           | 7       | 0         | 0      | 100%        |
| Kanada             | 12          | 11      | 1         | 0      | 91.67%      |
| Namibia            | 4           | 4       | 0         | 0      | 100%        |
| Nowa Zelandia      | 28          | 3       | 25        | 0      | 10.71%      |
| New Zealand Native | 1           | 1       | 0         | 0      | 100%        |
| New Zealand Māori  | 1           | 0       | 1         | 0      | 0%          |
| Portugalia         | 1           | 1       | 0         | 0      | 100%        |
| Południowa Afryka  | 26          | 1       | 24        | 1      | 3.85%       |
| Rumunia            | 8           | 6       | 2         | 0      | 75.00%      |
| Samoa              | 8           | 5       | 3         | 0      | 62.50%      |
| Stany Zjednoczone  | 7           | 7       | 0         | 0      | 100%        |
| Szkocja            | 117         | 66      | 48        | 3      | 56.41%      |
| Tonga              | 6           | 6       | 0         | 0      | 100%        |
| Włochy             | 19          | 16      | 2         | 1      | 84.21%      |
| Wyspy Pacyfiku     | 1           | 1       | 0         | 0      | 100%        |
| Zimbabwe           | 3           | 3       | 0         | 0      | 100%        |
| Suma               | 643         | 332     | 283       | 28     | 51.64%      |

## Zawodnicy

### Członkowie Welsh Sports Hall Of Fame
Reprezentanci Walii w rugby union członkowie Welsh Sports Hall of Fame:
- 1990 Ken Jones
- 1991 Cliff Jones, Cliff Morgan
- 1992 Gerald Davies
- 1994 J.P.R. Williams
- 1997 Bleddyn Williams
- 1998 Gareth Edwards, Lewis Jones
- 1999 Carwyn James, Barry John
- 2000 David Watkins
- 2001 Mervyn Davies
- 2002 Gwyn Nicholls
- 2003 Jonathan Davies, Willie Davies, John Dawes
- 2005 John Gwilliam
- 2007 Arthur Gould, Phil Bennett
- 2008 Billy Trew
- 2009 J.J. Williams

### Zawodnicy mający przynajmniej 50 występów w reprezentacji
Zawodnicy, którzy wystąpili w reprezentacji Walii przynajmniej 50 razy. Pogrubieni zawodnicy aktualnie grający. Stan na 27 października 2019.
| #  | Imię i nazwisko  | Lata gry  | Mecze w kadrze |
| -- | ---------------- | --------- | -------------- |
| 1  | Alun Wyn Jones   | 2006–     | 133            |
| 2  | Gethin Jenkins   | 2002–2016 | 129            |
| 3  | Stephen Jones    | 1998–2011 | 104            |
| 4  | Gareth Thomas    | 1995–2007 | 100            |
| =  | Martyn Williams  | 1996–2012 | 100            |
| 6  | Adam Jones       | 2003–2014 | 95             |
| 7  | Colin Charvis    | 1996–2007 | 94             |
| =  | Mike Phillips    | 2003–2015 | 94             |
| =  | Jamie Roberts    | 2008–2017 | 94             |
| 10 | Gareth Llewellyn | 1989–2004 | 92             |
| 11 | George North     | 2010–     | 91             |
| 12 | Neil Jenkins     | 1991–2002 | 87             |
| =  | Shane Williams   | 2000–2011 | 87             |
| 14 | Leigh Halfpenny  | 2008–     | 85             |
| 15 | James Hook       | 2006–2015 | 81             |
| 16 | Jonathan Davies  | 2009–     | 80             |
| 17 | Dan Biggar       | 2008–     | 78             |
| 18 | Dwayne Peel      | 2001–2011 | 76             |
| 19 | Ryan Jones       | 2004–2013 | 75             |
| 20 | Luke Charteris   | 2004–2017 | 74             |
| =  | Sam Warburton    | 2009–2017 | 74             |
| 22 | Ieuan Evans      | 1987–1998 | 72             |
| =  | Taulupe Faletau  | 2011–     | 72             |
| =  | Ken Owens        | 2011–     | 72             |
| 25 | Justin Tipuric   | 2011–     | 71             |
| 26 | Tom Shanklin     | 2001–2010 | 70             |
| 27 | Jonathan Thomas  | 2003–2011 | 67             |
| 28 | Bradley Davies   | 2009–     | 66             |
| 29 | Paul James       | 2003–2016 | 66             |
| 30 | Ian Gough        | 1997–2010 | 64             |
| =  | Dan Lydiate      | 2009–     | 64             |
| 32 | Liam Williams    | 2011–     | 62             |
| 33 | Matthew Rees     | 2005–2014 | 60             |
| 34 | Rob Howley       | 1996–2002 | 59             |
| 35 | Garin Jenkins    | 1991–2002 | 58             |
| =  | Scott Williams   | 2011–     | 58             |
| 37 | Duncan Jones     | 2001–2009 | 57             |
| 38 | J.P.R. Williams  | 1969–1981 | 55             |
| 39 | Robert Jones     | 1986–1995 | 54             |
| 40 | Gareth Edwards   | 1967–1978 | 53             |
| =  | Scott Gibbs      | 1991–2001 | 53             |
| 42 | Scott Quinnell   | 1993–2002 | 52             |
| =  | Mark Taylor      | 1994–2005 | 52             |
| 44 | Huw Bennett      | 2003–2012 | 51             |
| =  | Dai Young        | 1987–2001 | 51             |
| 46 | Gareth Davies    | 2014–     | 50             |
| =  | Rhys Priestland  | 2011–2017 | 50             |

### Rekordziści indywidualni

#### Rekordziści w liczbie zdobytych punktów
Źródło:
| # | Imię i nazwisko | Punkty | Występy w reprezentacji |
| - | --------------- | ------ | ----------------------- |
| 1 | Neil Jenkins    | 1,049  | 1991–2002               |
| 2 | Stephen Jones   | 917    | 1998–2011               |
| 3 | James Hook      | 326    | 2006–2012               |
| 4 | Paul Thorburn   | 304    | 1985–1991               |
| 5 | Shane Williams  | 275    | 2000–2011               |

#### Rekordziści w liczbie przyłożeń
| # | Imię i nazwisko  | Przyłożenia | Występy w reprezentacji |
| - | ---------------- | ----------- | ----------------------- |
| 1 | Shane Williams   | 58          | 87                      |
| 2 | Gareth Thomas    | 40          | 100                     |
| 3 | Ieuan Evans      | 33          | 72                      |
| 4 | Colin Charvis    | 22          | 94                      |
| 5 | Gerald Davies    | 20          | 46                      |
| = | Gareth Edwards   | 20          | 53                      |
| = | Tom Shanklin     | 20          | 70                      |
| 8 | Rhys Williams    | 18          | 44                      |
| 9 | Reggie Gibbs     | 17          | 16                      |
| = | Ken Jones        | 17          | 44                      |
| = | Johnnie Williams | 17          | 17                      |

## Trenerzy
Początkowo reprezentacja nie posiadała stanowiska selekcjonera. W wyniku słabych występów podczas tournée w Republice Południowej Afryki w 1964 WRU zdecydował powołać selekcjonera reprezentacji rugby union. Pierwszym trenerem został David Nash.
Lista trenerów za:
| Imię i nazwisko | Narodowość    | Lata              | Mecze | Zwycięstwa | Remisy | Porażki | % Zwycięstw |
| --------------- | ------------- | ----------------- | ----- | ---------- | ------ | ------- | ----------- |
| David Nash      | Walia         | 1967              | 5     | 1          | 1      | 3       | 20.0        |
| Clive Rowlands  | Walia         | 1968–1974         | 29    | 18         | 4      | 7       | 62.1        |
| John Dawes      | Walia         | 1974–1979         | 24    | 18         | 0      | 6       | 75.0        |
| John Lloyd      | Walia         | 1980–1982         | 14    | 6          | 0      | 8       | 42.9        |
| John Bevan      | Walia         | 1982–1985         | 15    | 7          | 1      | 7       | 46.7        |
| Tony Gray       | Walia         | 1985–1988         | 18    | 9          | 0      | 9       | 50.0        |
| John Ryan       | Walia         | 1988–1990         | 9     | 2          | 0      | 7       | 22.2        |
| Ron Waldron     | Walia         | 1990–1991         | 10    | 2          | 1      | 7       | 20.0        |
| Alan Davies     | Walia         | 1991–1995         | 35    | 18         | 0      | 17      | 51.4        |
| Alex Evans      | Australia     | 1995 (tymczasowy) | 4     | 1          | 0      | 3       | 25.0        |
| Kevin Bowring   | Walia         | 1995–1998         | 29    | 15         | 0      | 14      | 51.7        |
| Dennis John     | Walia         | 1998 (tymczasowy) | 2     | 1          | 0      | 1       | 50.0        |
| Graham Henry    | Nowa Zelandia | 1998–2002         | 34    | 20         | 1      | 13      | 58.8        |
| Lynn Howells    | Walia         | 2001 (tymczasowy) | 2     | 2          | 0      | 0       | 100.0       |
| Steve Hansen    | Nowa Zelandia | 2002–2004         | 29    | 10         | 0      | 19      | 34.5        |
| Mike Ruddock    | Walia         | 2004–2006         | 20    | 13         | 0      | 7       | 65.0        |
| Scott Johnson   | Australia     | 2006 (tymczasowy) | 3     | 0          | 1      | 2       | 0.0         |
| Gareth Jenkins  | Walia         | 2006–2007         | 20    | 6          | 1      | 13      | 30.0        |
| Nigel Davies    | Walia         | 2007 (tymczasowy) | 1     | 0          | 0      | 1       | 0.0         |
| Warren Gatland  | Nowa Zelandia | od 2007           | 52    | 26         | 1      | 25      | 50.0        |
| Robin McBryde   | Walia         | 2009 (tymczasowy) | 2     | 2          | 0      | 0       | 100.0       |
| Rob Howley      | Walia         | 2012 (tymczasowy) | 4     | 1          | 0      | 3       | 25.0        |

## Kibice
Rugby union oraz reprezentacja zajmują bardzo ważne miejsce w kulturze i społeczeństwie walijskim. Historyk sportu John Bale stwierdził „rugby jest charakterystyczne dla Walijczyków” ang. „rugby is characteristically Welsh”, natomiast David Andrew stwierdził, że „W powszechnej świadomości rugby dla Walijczyków jest ważne jak górnictwo węgla kamiennego, chóry męskie, 'How Green Was My Valley,' Dylan Thomas, i Tom Jones” ang. „To the popular consciousness, rugby is as Welsh as coal mining, male voice choirs, 'How Green Was My Valley,' Dylan Thomas, and Tom Jones”. Pierwsza walijska złota dekada rugby (1901-1911) zbiegła się w czasie z okresem największego rozwoju Walii. Rugby stało się ważnym elementem budowy walijskiej tożsamości narodowej.
Sezon 2004/05 był rekordowy w liczbie kibiców na meczach międzynarodowych w Walii Na mecz przeciwko Szkocji w Edynburgu pojechał 40 tysięcy kibiców z Walii. W 2005 na 7 meczach rozgrywanych w Cardiff było w sumie ponad pół miliona widzów. Na Millennium Stadium regularnie jest sprzedawany komplet 74500 biletów.